# Tour Nuestro Tiempo
Tour Nuestro Tiempo  tras el anterior éxito y con motivo de presentar su segundo álbum Tiempo, Erreway volvió a embarcarse en una nueva gira, para dar más de cuarenta funciones con todas las entradas vendidas en distintas ciudades de Argentina y en países como Uruguay, Paraguay, Perú, Ecuador, República Dominicana e Israel. Esta vez junto a la banda volvió a viajar el elenco de la serie Rebelde Way para acompañarlos en sus shows.

## Recorrido
La segunda gira de Erreway comenzó en Rosario el 5 de julio de 2003 y pasó por toda la Argentina, en provincias como San Juan, Mendoza, Córdoba, Salta, Buenos Aires, recorriendo las ciudades más importantes del país. Además incluyó cuatro presentaciones en la ciudad autónoma de Buenos Aires en el Teatro Gran Rex. Al final del año la banda brindó shows en distintos países de Latinoamérica como son Uruguay, Paraguay, Ecuador, Perú y República Dominicana. Antes dieron un concierto en Miami, cuando llegaron por la premiación de los INTE, esta es una fecha extra antes del comienzo del tour. 
La segunda etapa de la gira de Erreway comenzó cuando en enero de 2004 la banda volvió a Uruguay para brindar un show en Punta del Este en el  Hotel Conrad donde dejaron su nombre en la sala de estrellas debido a que fue el primer espectáculo en vender la totalidad de las entradas. Luego volvieron a la Argentina donde se presentaron en las ciudades de Villa Gesell y Mar del Plata siendo estos sus últimos shows antes del receso hasta septiembre.
En paralelo a la filmación de la película Erreway: 4 caminos realizaron su segunda visita por Latinoamérica en Perú, Ecuador y República Dominicana.
Para cerrar el Tour la banda viajó por segunda vez a Israel para realizar 12 shows que reunió a más de 100 mil espectadores en el Nokia Sports Center de Tel Aviv. Su primera vez fue en el año 2003 para presentar su primer disco de estudio Señales

## Lista de canciones
En la lista de canciones de los shows se incluían temas de sus discos Señales y Tiempo y también actuó Piru Saez con su tema "Te dejé" y presentando su nuevo tema "Nada que hablar".
1. Para cosas buenas
2. Vas a salvarte
3. Te soñé
4. Que
5. Dije adiós
6. Nada que hablar
7. Me da igual
8. Será porque te quiero
9. No se puede más
10. No estés seguro
11. Sweet baby
12. Inventos
13. Pretty boy
14. Vamos al ruedo
15. Te dejé
16. Resistiré [unplugged]
17. Bonita de más [unplugged]
18. Será de dios
19. Inmortal
20. Mi vida
21. Rebelde Way
22. Para cosas buenas [Lento] - Presentación elenco
23. Para cosas buenas
24. Tiempo

En los shows de Israel, la banda interpretó un sencillo llamado «Memoria», primer adelanto de su tercer disco de estudio llamado de forma homónima.
La lista anterior solo fue para los shows de la primera etapa del Tour y para los shows de Israel ya que en los otros shows fue cambiando el orden de las canciones o se remplazaban por otras.

## Fechas
| Fecha                    | Ciudad         | País                 | Recinto                               |
| ------------------------ | -------------- | -------------------- | ------------------------------------- |
| Latinoamérica            |                |                      |                                       |
| 5 de julio de 2003       | Rosario        | Argentina            | Estadio Cubierto de Newell's Old Boys |
| 11 de julio de 2003      | Córdoba        | Argentina            | Orfeo Superdomo                       |
| 12 de julio de 2003      | Córdoba        | Argentina            | Orfeo Superdomo                       |
| 8 de agosto de 2003      | Mendoza        | Argentina            | Teatro Gran Rex de Mendoza            |
| 9 de agosto de 2003      | Mendoza        | Argentina            | Teatro Gran Rex de Mendoza            |
| 10 de agosto de 2003     | San Juan       | Argentina            | Estadio Aldo Cantoni                  |
| 15 de agosto de 2003     | Tucumán        | Argentina            | Estadio Club Tucumán                  |
| 16 de agosto de 2003     | Jujuy          | Argentina            | Estadio Federación                    |
| 17 de agosto de 2003     | Salta          | Argentina            | Estadio Delmi                         |
| 24 de agosto de 2003     | Neuquén        | Argentina            | Estadio Ruca Che                      |
| 30 de agosto de 2003     | Junín          | Argentina            | Teatro San Carlos                     |
| 31 de agosto de 2003     | Chivilcoy      | Argentina            | Estadio Centro                        |
| 6 de septiembre de 2003  | La Plata       | Argentina            | Plaza Principal                       |
| 7 de septiembre de 2003  | Santa Fe       | Argentina            | Estadio 15 de Abril                   |
| 12 de septiembre de 2003 | Buenos Aires   | Argentina            | Teatro Gran Rex                       |
| 13 de septiembre de 2003 | Buenos Aires   | Argentina            | Teatro Gran Rex                       |
| 27 de septiembre de 2003 | Buenos Aires   | Argentina            | Teatro Gran Rex                       |
| 28 de septiembre de 2003 | Buenos Aires   | Argentina            | Teatro Gran Rex                       |
| 11 de octubre de 2003    | Mar del Plata  | Argentina            | Polideportivo Islas Malvinas          |
| 12 de octubre de 2003    | Bahía Blanca   | Argentina            | Estadio Estudiantes                   |
| 18 de octubre de 2003    | Asunción       | Paraguay             | Estadio León Condou                   |
| 21 de octubre de 2003    | Lima           | Perú                 | Explanda del Museo Nacional           |
| 23 de octubre de 2003    | Quito          | Ecuador              | Plaza de los Toros                    |
| 25 de octubre de 2003    | Guayaquil      | Ecuador              | Coliseo Voltaire Paladines Polo       |
| 8 de noviembre de 2003   | San Miguel     | Argentina            | Club Muñiz                            |
| 22 de noviembre de 2003  | Montevideo     | Uruguay              | Palacio Peñarol                       |
| 29 de noviembre de 2003  | Junin          | Argentina            | Teatro San Carlos                     |
| 30 de noviembre de 2003  | San Nicolás    | Argentina            | Club Belgrano                         |
| 6 de diciembre de 2003   | Santo Domingo  | República Dominicana | Teatro la Fiesta                      |
| 11 de enero de 2004      | Punta del Este | Uruguay              | Hotel Conrad                          |
| 16 de enero de 2004      | Villa Gesell   | Argentina            | Boliche Pueblo Límite                 |
| 18 de enero de 2004      | Mar del Plata  | Argentina            | Patinódromo de Mar del Plata          |
| 13 de marzo de 2004      | Santo Domingo  | República Dominicana | Palacio de los Deportes               |
| 18 de marzo de 2004      | Quito          | Ecuador              | Ágora de la Casa de Cultura           |
| 20 de marzo de 2004      | Guayaquil      | Ecuador              | Estadio Modelo                        |
| 21 de marzo de 2004      | Lima           | Perú                 | Plaza de Acho                         |
| Asia                     |                |                      |                                       |
| 28 de marzo de 2004      | Tel Aviv       | Israel               | Nokia Sports Center                   |
| 29 de marzo de 2004      | Tel Aviv       | Israel               | Nokia Sports Center                   |
| 30 de marzo de 2004      | Tel Aviv       | Israel               | Nokia Sports Center                   |
| 31 de marzo de 2004      | Tel Aviv       | Israel               | Nokia Sports Center                   |
| 1 de abril de 2004       | Tel Aviv       | Israel               | Nokia Sports Center                   |
| 2 de abril de 2004       | Tel Aviv       | Israel               | Nokia Sports Center                   |
| 3 de abril de 2004       | Tel Aviv       | Israel               | Nokia Sports Center                   |
| 4 de abril de 2004       | Tel Aviv       | Israel               | Nokia Sports Center                   |
| 5 de abril de 2004       | Tel Aviv       | Israel               | Nokia Sports Center                   |
| 6 de abril de 2004       | Tel Aviv       | Israel               | Nokia Sports Center                   |
| 7 de abril de 2004       | Tel Aviv       | Israel               | Nokia Sports Center                   |
| 8 de abril de 2004       | Tel Aviv       | Israel               | Nokia Sports Center                   |